# Román Virastiuk
Roman Virastyuk (Ucrania, 20 de abril de 1968-27 de julio de 2019) fue un atleta ucraniano especializado en la prueba de lanzamiento de bala, en la que consiguió ser medallista de bronce europeo en 1994.

## Carrera deportiva
En el Campeonato Europeo de Atletismo de 1994 ganó la medalla de bronce en el lanzamiento de bala, llegando hasta los 19.59 metros, siendo superado por sus compatriotas los ucranianos Aleksandr Klimenko y Oleksandr Bagach (plata con 20.34 metros).